# Écologie du paysage
 (septembre 2009).
Si vous disposez d'ouvrages ou d'articles de référence ou si vous connaissez des sites web de qualité traitant du thème abordé ici, merci de compléter l'article en donnant les références utiles à sa vérifiabilité et en les liant à la section « Notes et références ».
L'écologie du paysage est une sous-discipline de l'écologie qui consiste en l'étude des processus écologiques à l'échelle des paysages. Le paysage est alors défini comme une portion de territoire hétérogène, composée d’ensembles d’écosystèmes en interaction et est considéré comme un niveau d’organisation des systèmes écologiques, supérieur à l’écosystème.
Plus largement, l'écologie du paysage s'intéresse à la dynamique spatiale et temporelle des composantes biologiques, physiques et sociales des paysages anthropisés et naturels. Elle associe pour cela des disciplines telles que l'écologie, la géographie, les sciences sociales ou l'urbanisme. L'écologie du paysage est ainsi devenue une branche interdisciplinaire des sciences.
L'IALE (Association internationale d'écologie du paysage) définit l'écologie du paysage comme "l'étude de la variation [des conditions environnementales] dans et entre les paysages à différentes échelles spatiales et temporelles. Elle cherche à comprendre les causes biophysiques et sociales de l'hétérogénéité paysagère et leurs conséquences". Toujours selon l'IALE, ses principaux sujets d'étude sont :
- la structure spatiale et temporelle des paysages, de la nature sauvage aux villes ;
- la relation entre structure paysagère et processus écologiques ;
- les effets des activités humaines sur la structure, les processus et les changements paysagers;
- les effets d'échelle et des perturbations sur le paysage

Les concepts de l'écologie du paysage sont utilisés en agroécologie, biologie de la conservation, aménagement du territoire, etc.
Il existe aussi un lien fort entre écologie du paysage et santé (via l'impact des structures écopaysagères sur les parasites, microbes et maladies émergentes, domaines étudiés par l'écoépidémiologie). Ceci est particulièrement vrai pour les parasites et microbes non-ubiquistes, c'est-à-dire véhiculés par des vecteurs biologiques ou liés à un milieu particulier ou à des espèces particulières.

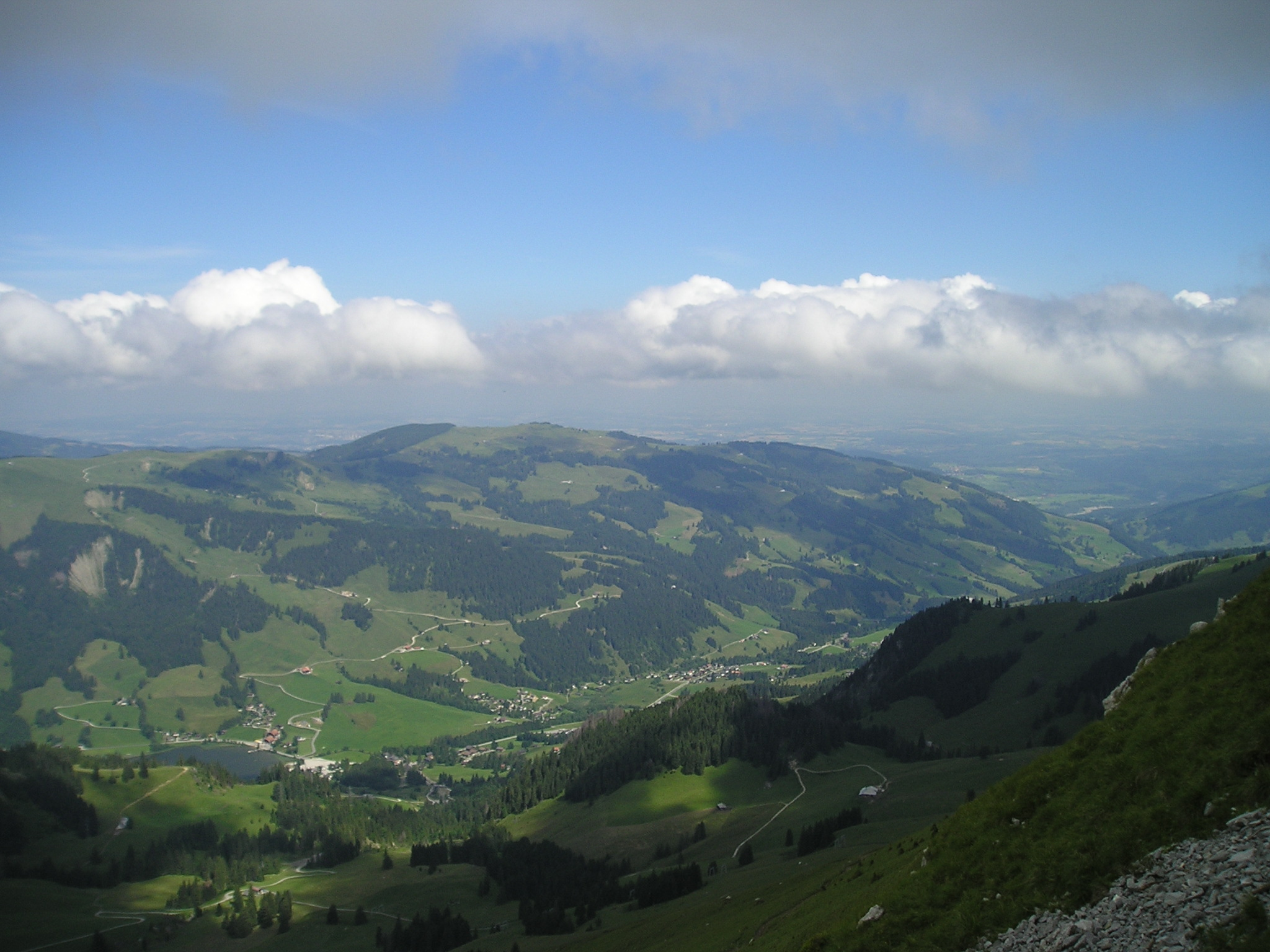
L'écologue du paysage s'intéresse aux aspects fonctionnels de la structure du paysage, et pour cela à la nature, la taille, l'agencement et à la connectivité des « taches » du paysage, par exemple ici : milieux fermés et ouverts

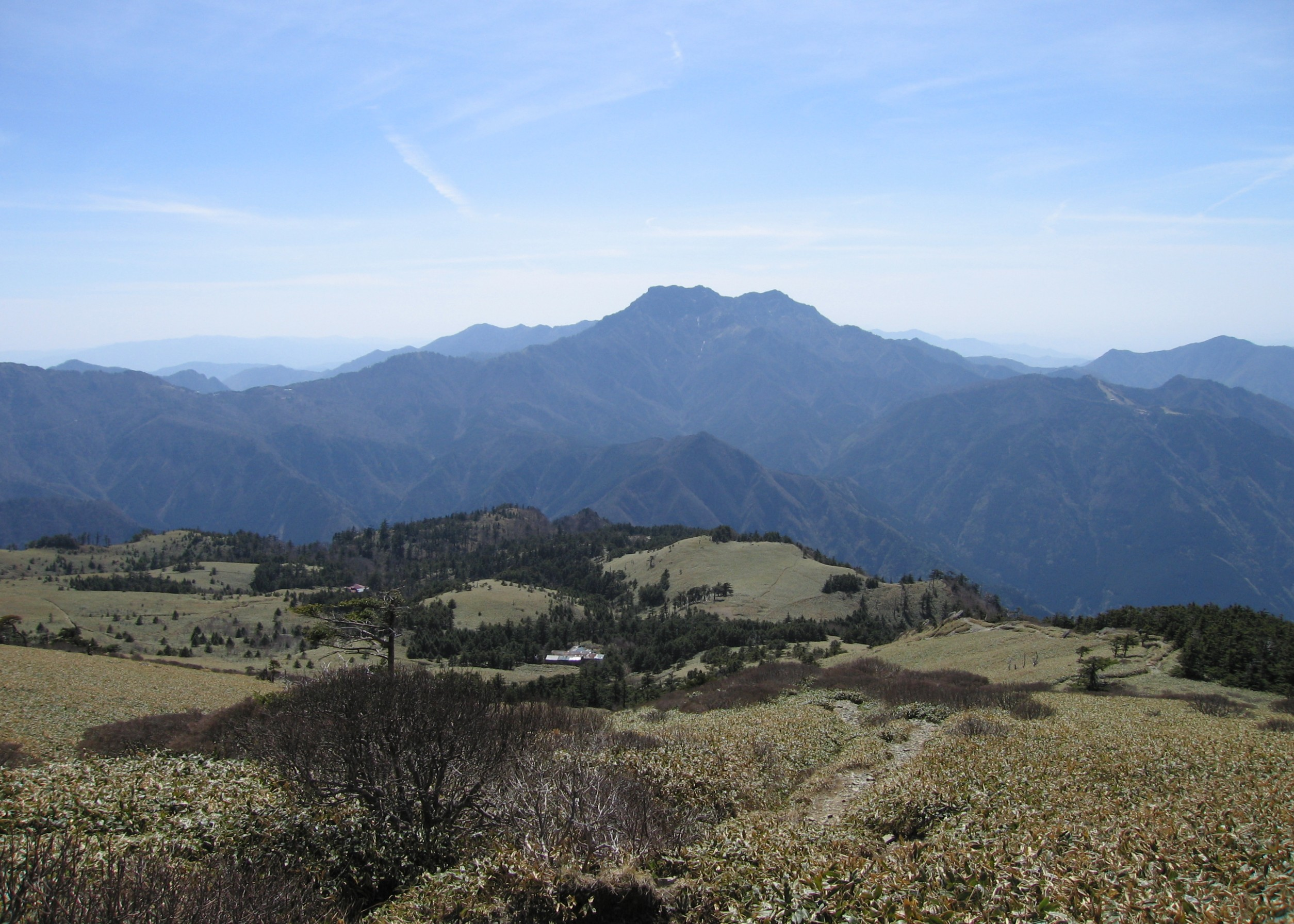
Milieux ouverts et fermés composent le paysage, avec un degré de naturalité plus ou moins important (ici, au Japon)

## Terminologie
L'expression « écologie du paysage » (Landscape Ecology pour les anglophones, Landschaftsökologie ou Geoökologie -géoécologie- pour les germanophones, landschapecologie pour les néerlandophones…) aurait été créée par Carl Troll en 1939.
Carl Troll était géographe et utilisait des photos aériennes pour étudier les relations entre l'environnement et la végétation. L'écologie du paysage telle qu'il l'a développée faisait alors écho à une théorie unifiante émergente pour les Allemands, landschapecologie pour les Néerlandais…), proche de la biogéographie, mais accordant une importance accrue aux échelles dites « paysagères » (ou « écopaysagères ») des processus du vivant.

## Histoire
L'écologie du paysage a commencé à être conceptualisée dans les textes dans les années 1940-1950 et continue à se développer. Wiens (en 1997) en distinguait trois courants historiques nés en Europe et en Amérique du Nord :
- une écologie synthétique et holiste, où l’Homme tient une place importante ;
- une écologie classique, où le niveau d’organisation ou l’échelle d’étude deviennent plus larges que celui de l'écosystème (échelle du paysage) ;
- une écologie spatiale, étudiant comment la structure et la dynamique des paysages hétérogènes influent sur les phénomènes écologiques, et réciproquement (Turner, 1989).

Les centres d'intérêt couvrent des domaines aussi variés que l'étude des impacts du développement humain et des risques écologiques, la biodiversité et son évolution, sans oublier des études prospectives, et le développement de stratégies de gestion, éventuellement restauratoire, et d'aménagement des espaces et territoires, qui puissent être socialement acceptables. Il s'agit aussi d'observer et comprendre l'attitude de différents acteurs vis-à-vis des changements du paysage. L'écologie du paysage cherche à identifier les facteurs humains, et écologiques en retour, qui influencent l’organisation de l’espace, son hétérogénéité à diverses échelles, en combinant l’approche spatiale de la géographie et l’approche fonctionnelle de l’écologie.
Si l’écologie s'intéresse à la dynamique de la biodiversité à toutes les échelles spatiales et temporelles, l’écologie du paysage s’intéresse particulièrement à l’échelle intégratrice du paysage, des continents et de la planète, et à l'évolution des paysages sous l'effet des interactions complexes entre processus écologiques et l'organisation des structures spatiales (qu'elle soit d'origine naturelle ou anthropique). Parfois, l’écologue du paysage agit sur ces structures (dites écopaysagères), soit pour les étudier, soit dans le cadre de mesures de réhabilitation écologique.
Pour décrire ces structures, l’écologie du paysage a dû développer de nouveaux concepts, dont ceux présentés ci-dessous. Il est possible que l’imagerie aérienne qui a commencé à se diffuser à cette époque, puis l'imagerie satellitaire, aient encouragé ces approches nouvelles, en permettant une meilleure appréhension des structures écopaysagères et en offrant un nouveau recul par rapport aux paysages et à leur évolution. Ce n'est que tardivement que les milieux sous-marins ou aquatiques d'eau douce ont fait l'objet de premières approches écopaysagères.

## Principes-sources
De la complexité des écosystèmes semblent émerger des lignes de forces et des structures visibles ou scientifiquement perceptibles à l’échelle des paysages. L’écologie du paysage tente de les comprendre et parfois de trouver les moyens de les protéger.
L’observation scientifique de terrain, comme la modélisation, laissaient penser que l’hétérogénéité biogéographique (des espaces et des milieux) pouvait avoir une fonction ou une vertu organisatrice des écosystèmes, et inversement que les écosystèmes eux-mêmes contribuaient fortement à hétérogénéiser les milieux, en faveur d'une biodiversité plus développée. Cette hétérogénéité n'est pas - dans la nature - contradictoire avec l'intégrité écopaysagère ou continuité écopaysagère qui ont une importance fonctionnelle majeure pour cette discipline basée sur le fait que, pour vivre, les individus, et les communautés d’individus d’une espèce ou de plusieurs espèces ont besoin, à un moment ou l'autre de leur vie et de leur évolution, de se déplacer pour accéder à leurs ressources , et qu'elles sont elles-mêmes souvent des ressources pour d'autres espèces ou pour l'écosystème.
L’écologie du paysage reconnaît que les structures écopaysagères (cf. réseaux de corridors biologiques, de zones nodales, mais aussi le « patron » et le « grain » du paysage, sa texture, sa rugosité, et ses caractéristiques pédogéomorphologiques…) conditionnent les possibilités d'accès aux ressources pour ces individus et communautés, dans tout ou partie d’un paysage, et dans le cas des individus à un stade ou autre de leur vie.
Les échelles et degré de connectivité écologique des « taches » du paysage conditionnent également l’accès aux ressources. Une « tache » (de l'anglais « patch ») est notion théorique qui se définit comme un espace relativement homogène qui diffère de ce qui l'entoure. Ceci concerne tant la faune, la flore que la fonge ou les microbes, ou les communautés que les espèces forment au sein des écosystèmes, agroécosystèmes, systèmes urbains, etc.
Inversement, dès la fin de la préhistoire, une longue homogénéisation du Vivant a été induite par la population humaine, qui dans ses déplacements et activités est devenue un mélangeur anthropique planétaire. Elle a mélangé des espèces et des gènes à échelle planétaire, des eaux en reliant des bassins versants différents par des canaux ou plus récemment via les ballasts des navires, et plus localement des sols. Elle a aussi homogénéisé et réduit le patrimoine génétique de nombreuses espèces, tout en créant de nombreux cultivars ne pouvant se maintenir dans la nature, et occupant de vastes espaces qui ne peuvent plus exprimer leur écopotentialité. Cette homogénéité croissante favorise quelques espèces ubiquistes et généralistes, au détriment de la biodiversité et au détriment du plus grand nombre d'espèces (qui sont spécialisées). C'est parfois involontairement, mais souvent volontairement que l'Homme a homogénéisé la Nature, via ses activités agricoles (plantations, drainage, irrigation et amendements) et pastorales (enclosures, gestion par le feu, surpâturage), ainsi que via ses activités de jardinage et de plantation d'espaces verts ou plus généralement d'urbanisation et d'aménagement du territoire… Cette homogénéisation écopaysagère, artificialisante, pourrait fortement diminuer la capacité de résilience écologique des écosystèmes, et donc affecter les services écosystémiques. C'est une des dimensions que la gestion restauratoire tente de prendre en compte.
L'écologie du paysage pourrait prendre de l'importance, car elle peut aider à mieux comprendre, atténuer et compenser les impacts de la fragmentation des écosystèmes par les infrastructures et actions humaines. Elle ouvre aussi de nouvelles perspectives concernant les modifications climatiques et l'écoépidémiologie. Dans les zones impactées par le dérèglement climatique, il devient nécessaire d'adapter l'utilisation et la structure des paysages à l'évolution des conditions climatiques (nouveau cycle de l'eau et corridors climatiques en particulier).
L'association IALE estime que les connaissances apportées par l'écologie du paysage peuvent aider à l'adaptation au changement climatique, d'abord en restaurant et entretenant les couloirs de migration nécessaires à l'adaptation et à la circulation des espèces et des gènes, mais aussi en produisant des paysages plus résistants et plus résilients aux impacts des dynamiques de changement climatique.

## Concepts
- Matrice écopaysagère,
- Corridor écologique (biologique),
- Zone tampon,
- Tache, mosaïque,
- Connectivité,
- Naturalité,
- Compacité ,
- Surface et hétérogénéité écopaysagère/écotones
- Fragmentation,
- Patron (pattern écopaysager), grain,
- Réseau écologique,

etc.

## Théories-mères

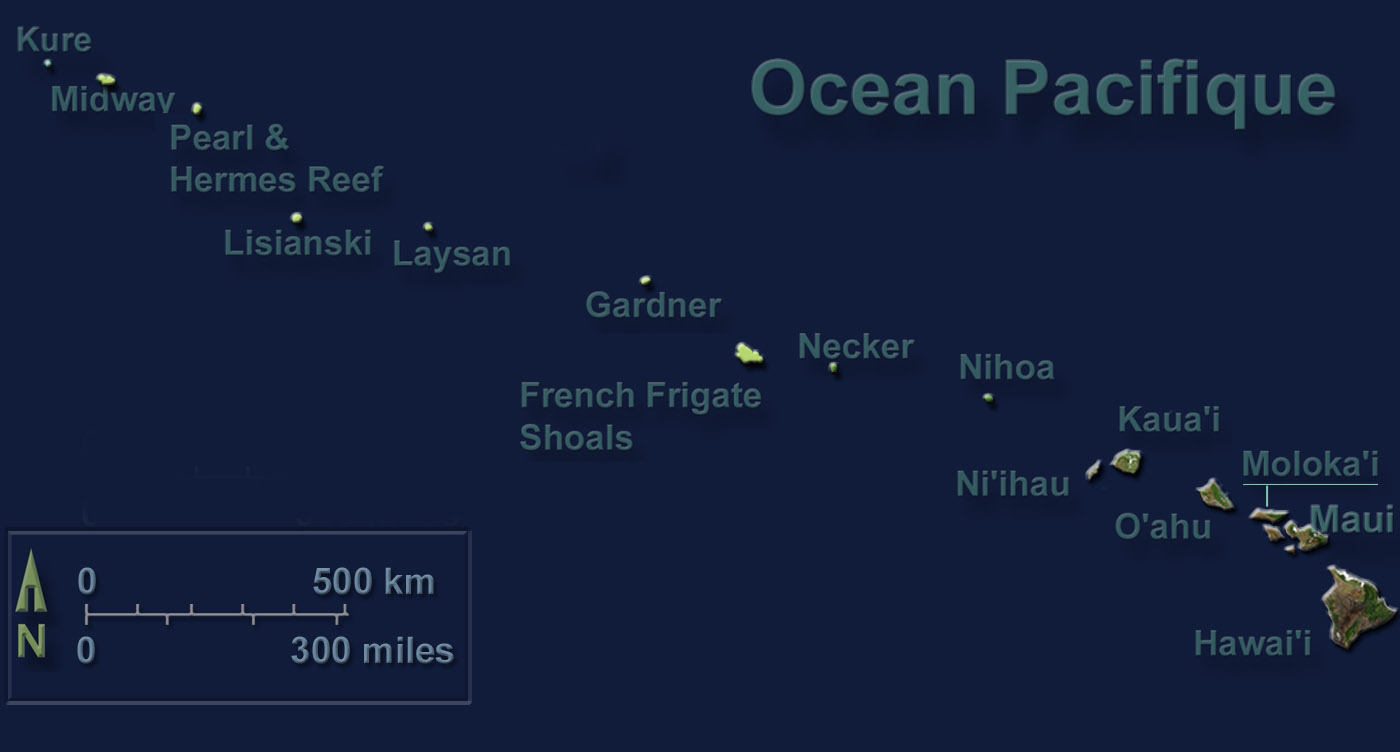
Les naturalistes ont remarqué - sur l'archipel de Hawaï par exemple - que les îles les plus grandes abritaient le plus d'espèces, et le plus d'espèces endémiques : 1200 espèces de plantes vasculaires, à près de 91 % endémiques chez les angiospermes, associées à plus de 1000 espèces d'escargots terrestres presque toutes endémiques (à 99,9 %). Inversement, les îles sont très sensibles aux espèces invasives qui peuvent causer une érosion massive de la diversité biologique initiale.
Remarque : des volcans sous-marins et monts sous-marins prolongent cet archipel, mais sous la mer d'autres « patterns de biodiversité » s'appliquent, encore à étudier.

Pour étudier et agir sur son sujet (le paysage comme expression et condition du Vivant évoluant dans le temps et l'espace), l’écologie du paysage s’appuie sur les théories classiques de l’écologie.
Elle a aussi développé un corpus théorique adapté à ses besoins, dont :
- Théorie de la hiérarchie : elle situe tout phénomène dans son échelle spatio-temporelle propre, en partant du principe qu’il existe une corrélation entre échelle d’espace et échelle de temps, et que ce sont les vitesses de fonctionnement des phénomènes qui définissent les niveaux, le paysage étant un niveau d’organisation des systèmes écologiques, pouvant être subdivisé en niveaux inférieurs (jusqu’au micro paysage, en passant par l’écosystème) et intégré dans une succession de niveaux tels que région, biome, continent, planète — chacun de ces niveaux étant caractérisé par une hétérogénéité propre, des patterns (patrons) et une dynamique que l’Homme ne perçoit généralement pas, mais qui semble maintenant surtout dirigée par ses activités. C'est en fait plutôt un concept-guide, voire pédagogique, destiné à penser et décrire la complexité des échelles, mais qui n’est ni une hiérarchie stricte de type fractale ou emboîtée (tapis de pousse, sur tronc mort, dans parcelle dans boisement, dans massif forestier dans bassin versant dans paysage), ni une architecture strictement basée sur des niveaux de type individu-population-communauté, tout en s’en inspirant (la réalité est plus complexe, multiscalaire et ne saurait être découpée, ce que veut permettre d’éviter une approche systémique).
- Théorie biogéographique de l'insularisation : c’est un des fondements de l’écologie du paysage. De manière très simplifiée, elle permet de prévoir la diversité des espèces en fonction de la distance qui sépare l’île d’un continent, ainsi que certaines qualités des individus (dont taille et poids) en fonction de la taille de l’île par rapport au continent.
- Dépendance d’échelle et Résolution spatiale (grain)
- Théorie des perturbations : elle permet de modéliser et quantifier les perturbations à l’origine de l’hétérogénéité des milieux et/ou de leur fragmentation.
- Théorie de la percolation : alors appliquée aux flux de gènes, de matière, d'individus au travers d’un paysage, elle permet de décrire en termes géométriques les notions de connexion et de seuil de percolation dans l’espace et dans le temps.

De ces théories et modèles en découlent d’autres :
- la fragmentation des formes et structures écopaysagères (cf. taches, volumes, lisières, écotones...) : on parle aussi de morcellement écopaysager ;
- la connectivité écopaysagère ;
- l’hétérogénéité  spatiotemporelle des morphologies, des faciès et des associations d’espèces, des écosystèmes, des âges, etc., chacun de ces items étant susceptible d'influer sur les autres) ;
- l'intégrité écologique
- le modèle « source-puits »…

## Typologies de structures écopaysagères
Quelques exemples en image :

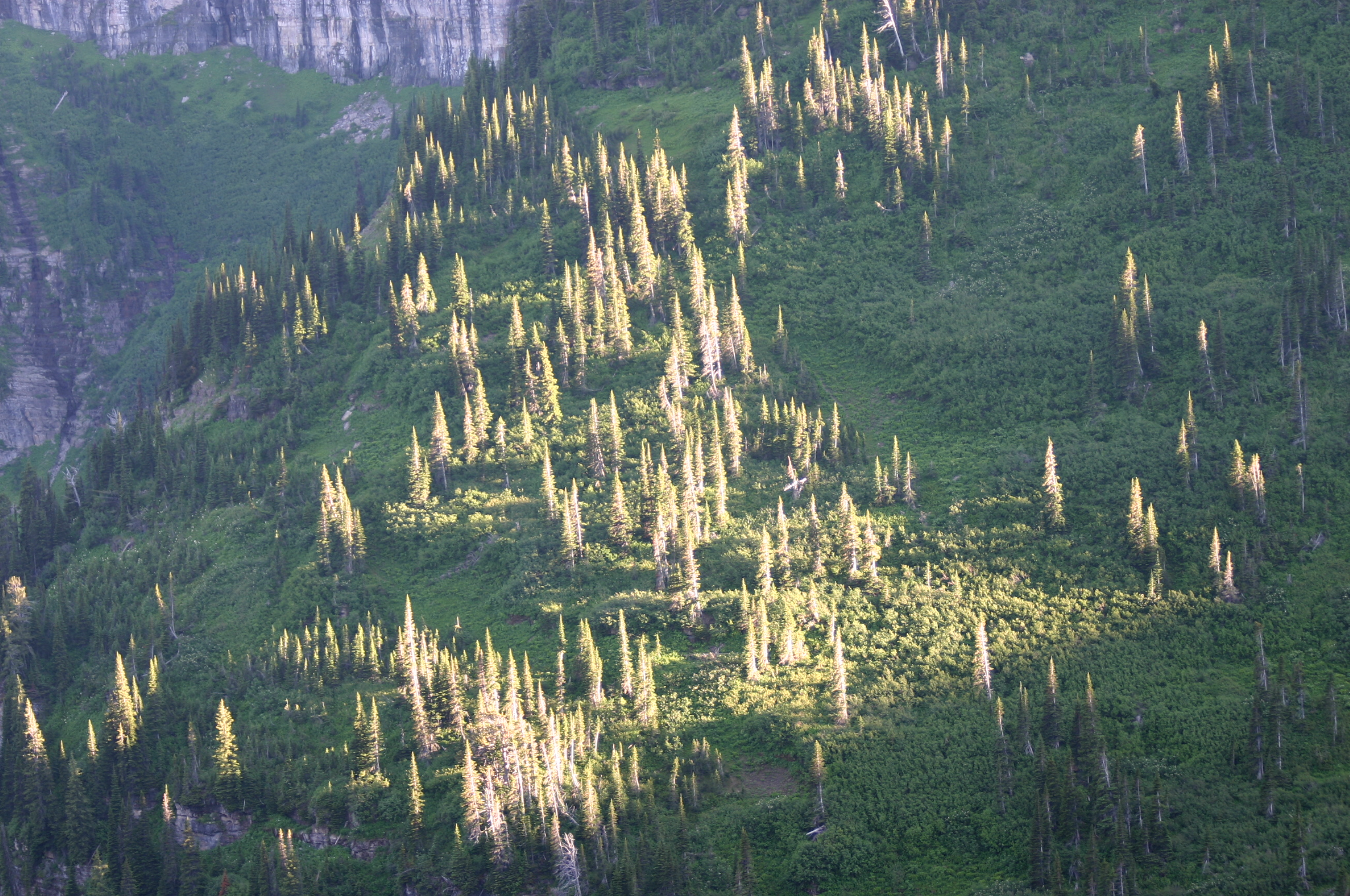
Forêt naturelle, hétérogène dans ses structures et classes d'âge.
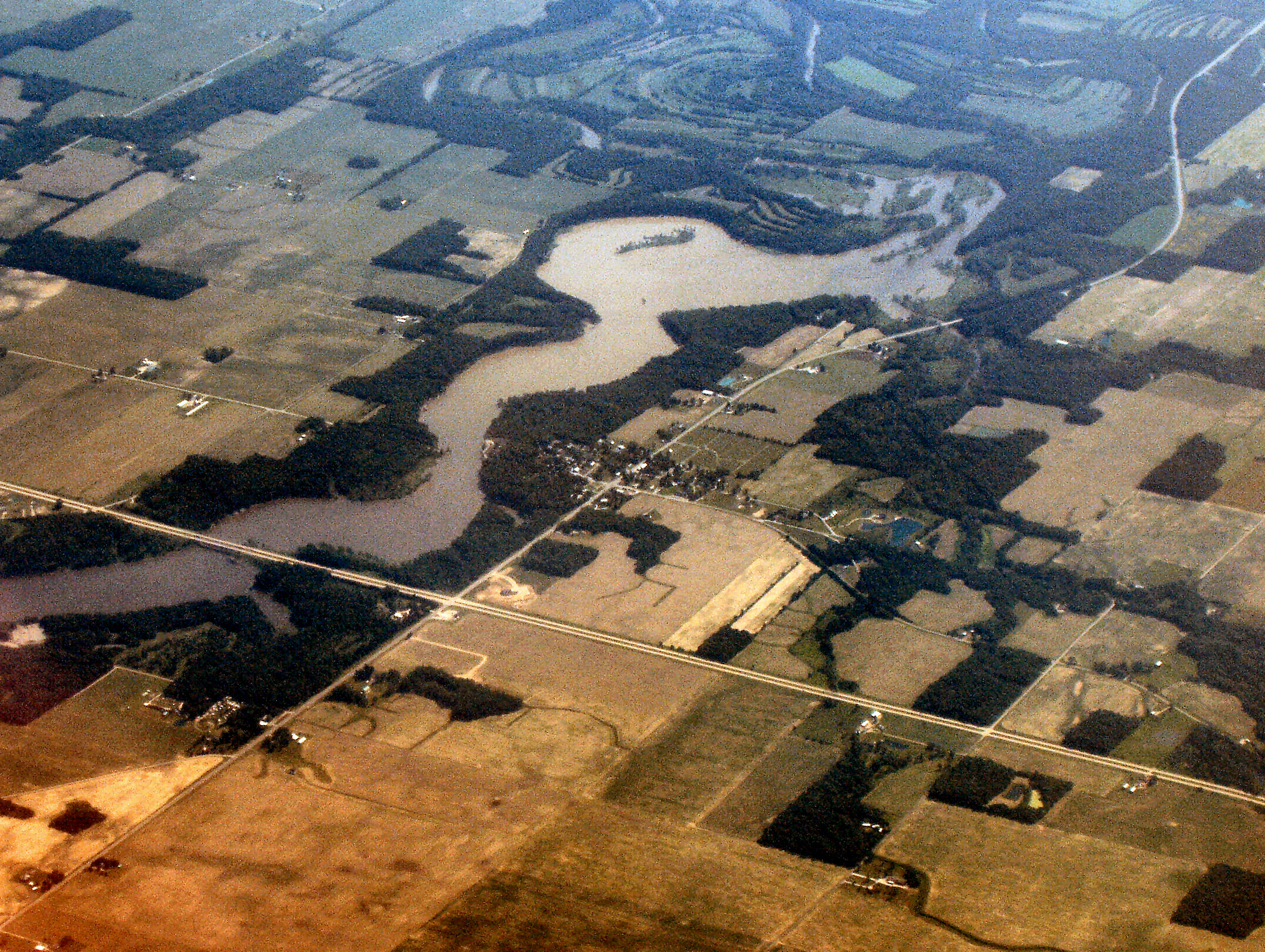
Reliques de ripisylves (Indiana, États-Unis)
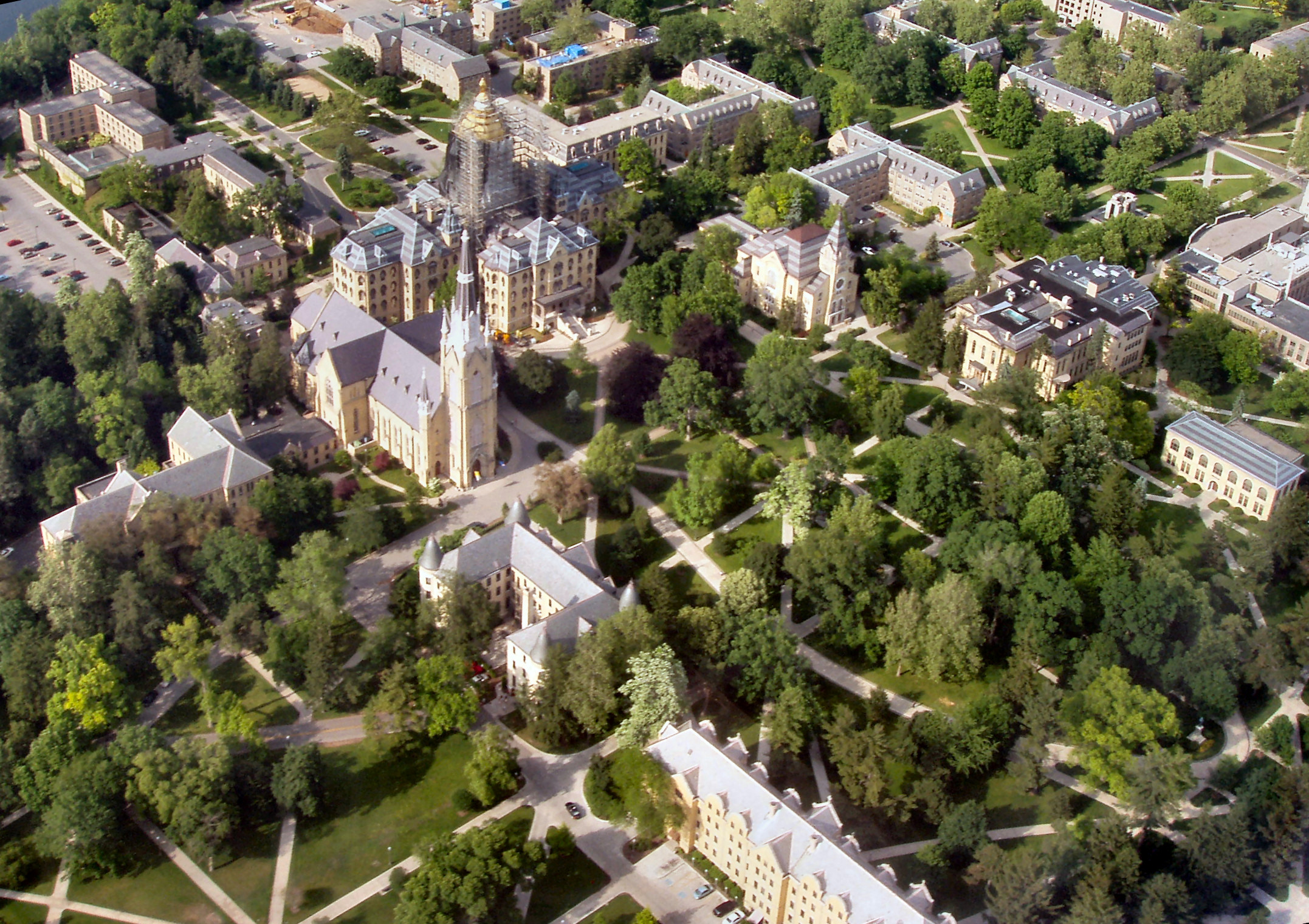
Exemple de végétation urbaine (Université Notre Dame, Indiana, États-Unis)
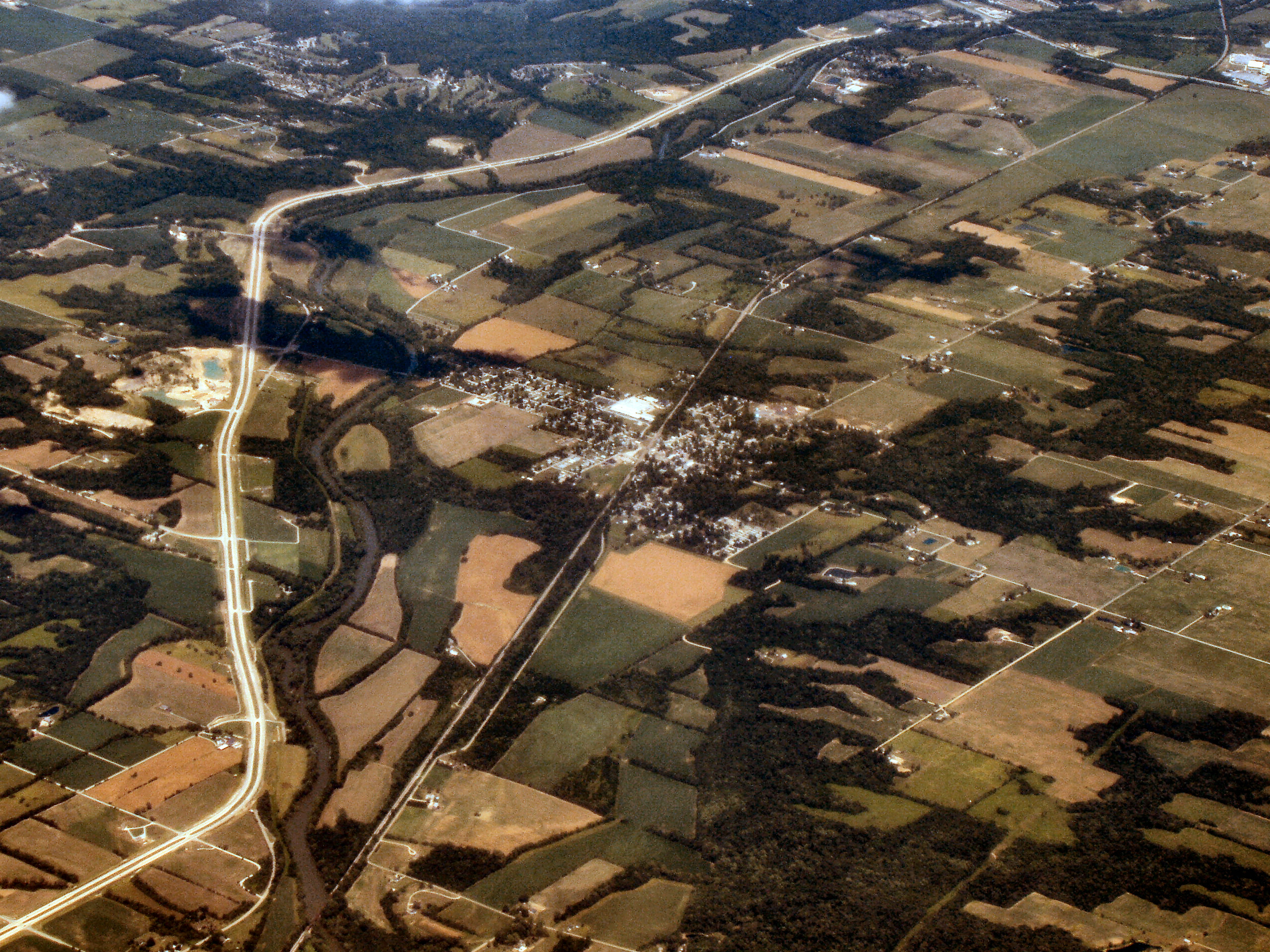
Exemple de fragmentation écologique par les routes (Andrews, Indiana, États-Unis)
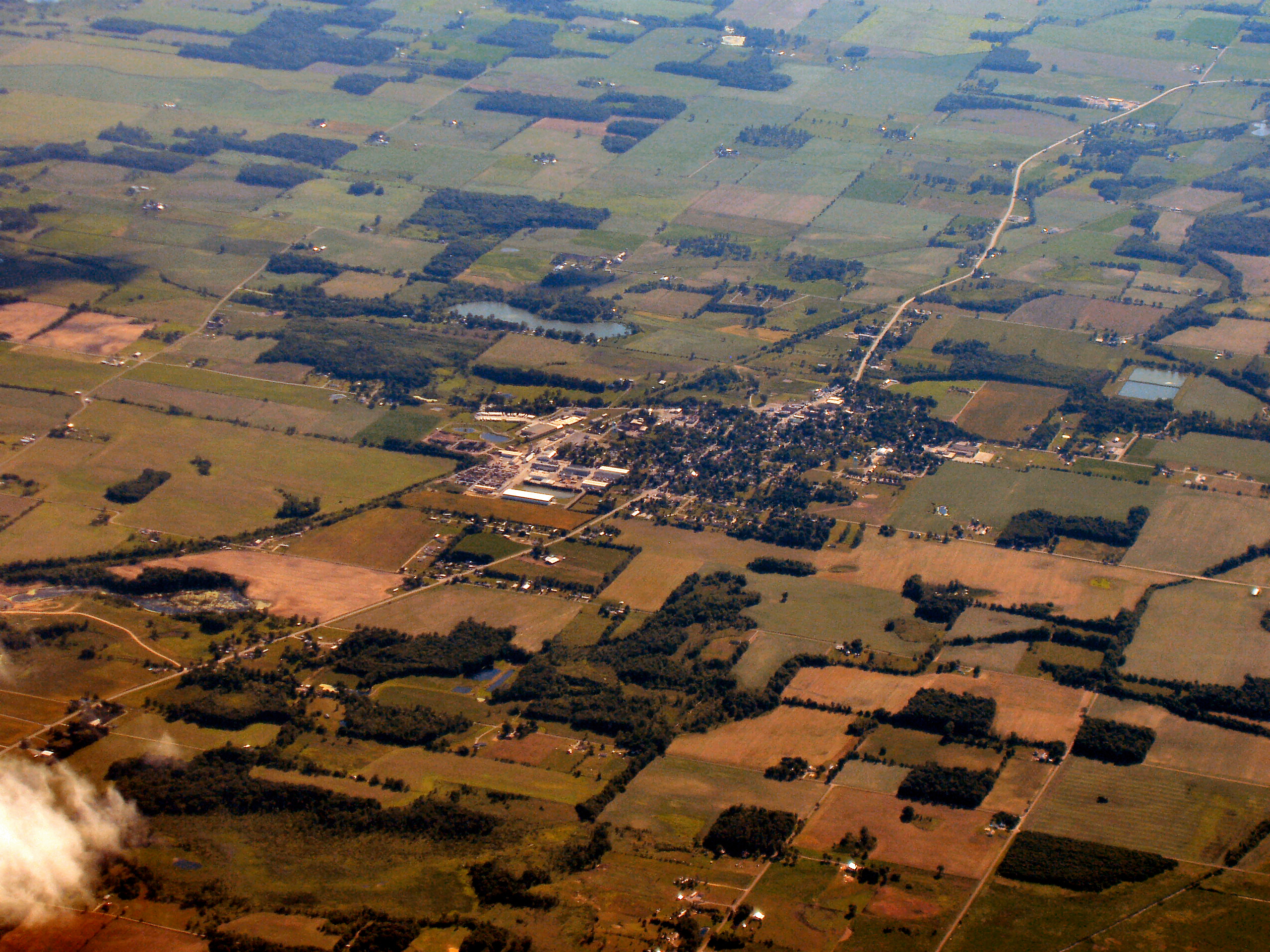
Insularisation des boisements, avec reliques de corridors biologiques (Akron, Indiana, États-Unis)
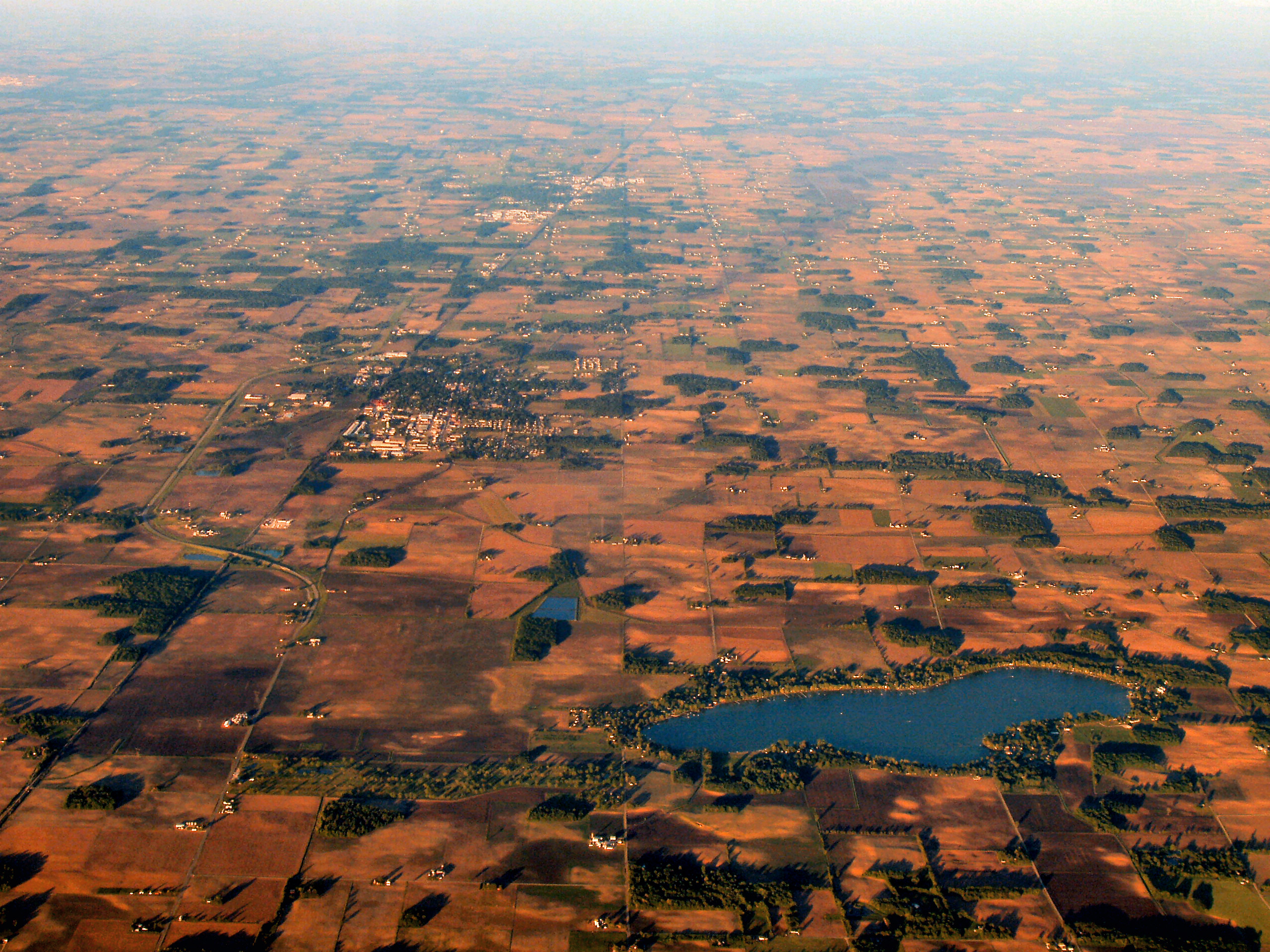
Relique de ripisylve (Lake of the Woods, Indiana, États-Unis)
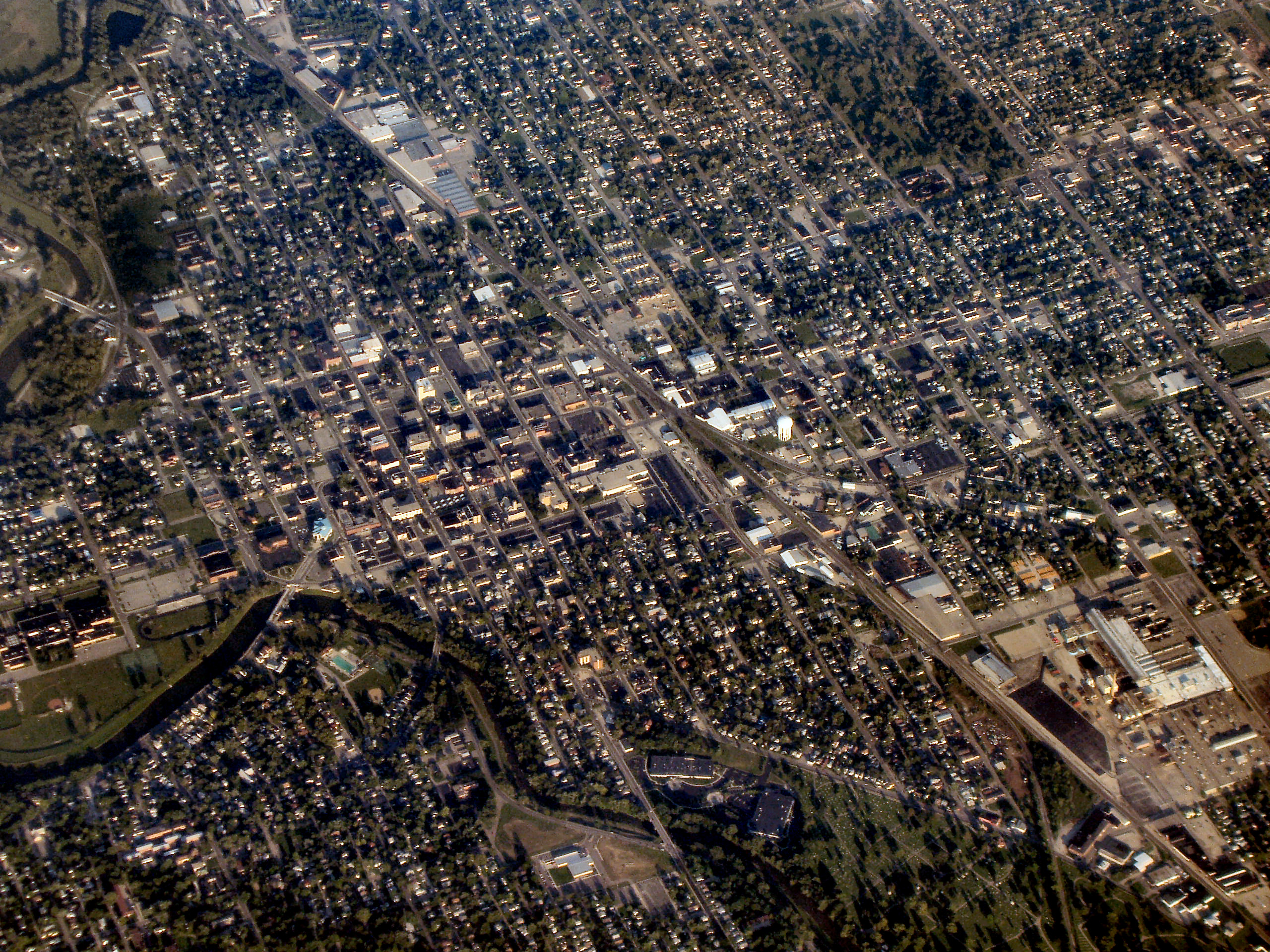
Extrême artificialisation (Banlieues de Muncie vue du N-O, Indiana, États-Unis).
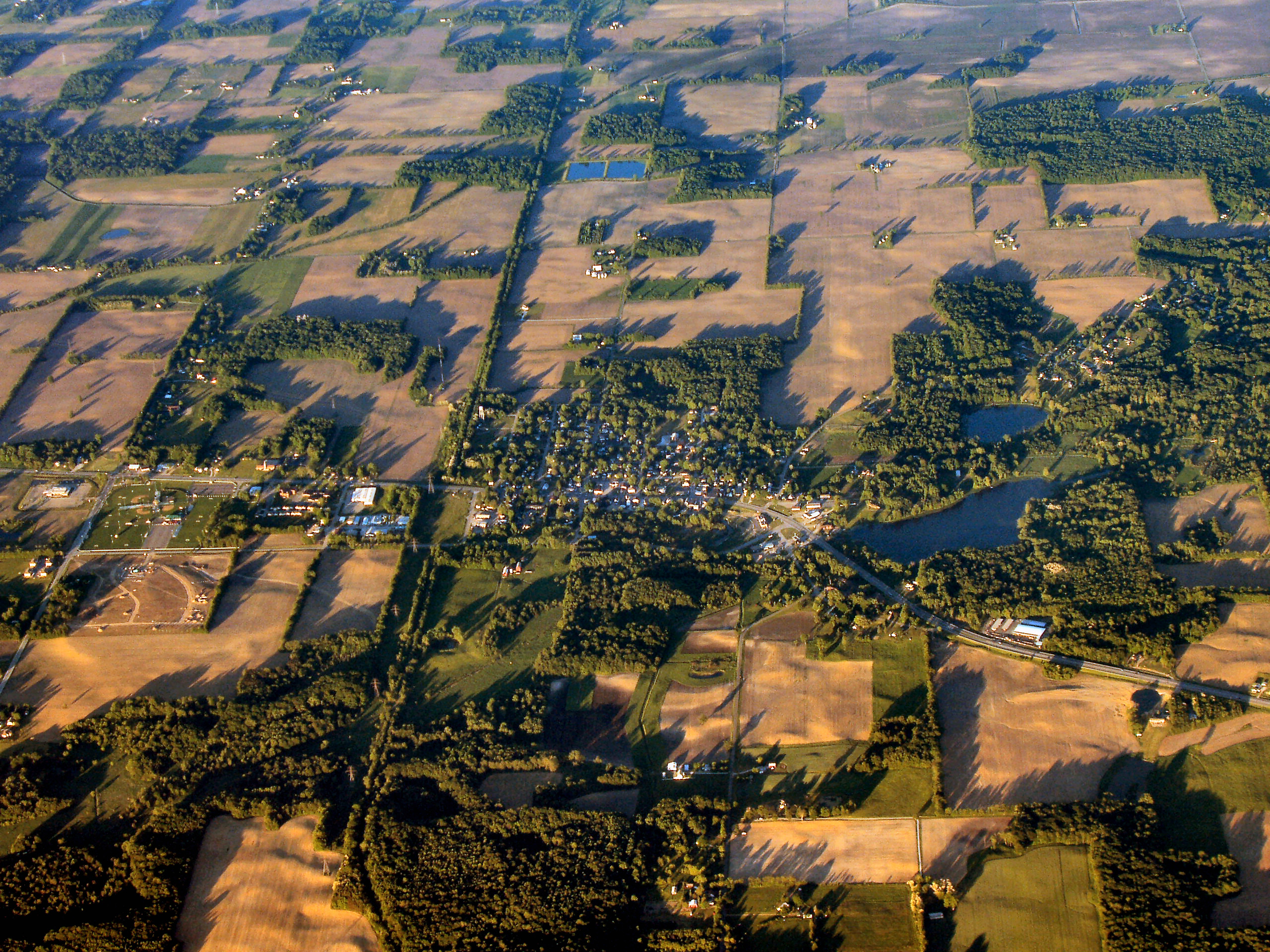
Meilleure connectivité entre taches boisées (Lakeville, vue de l'ouest, Indiana, États-Unis)
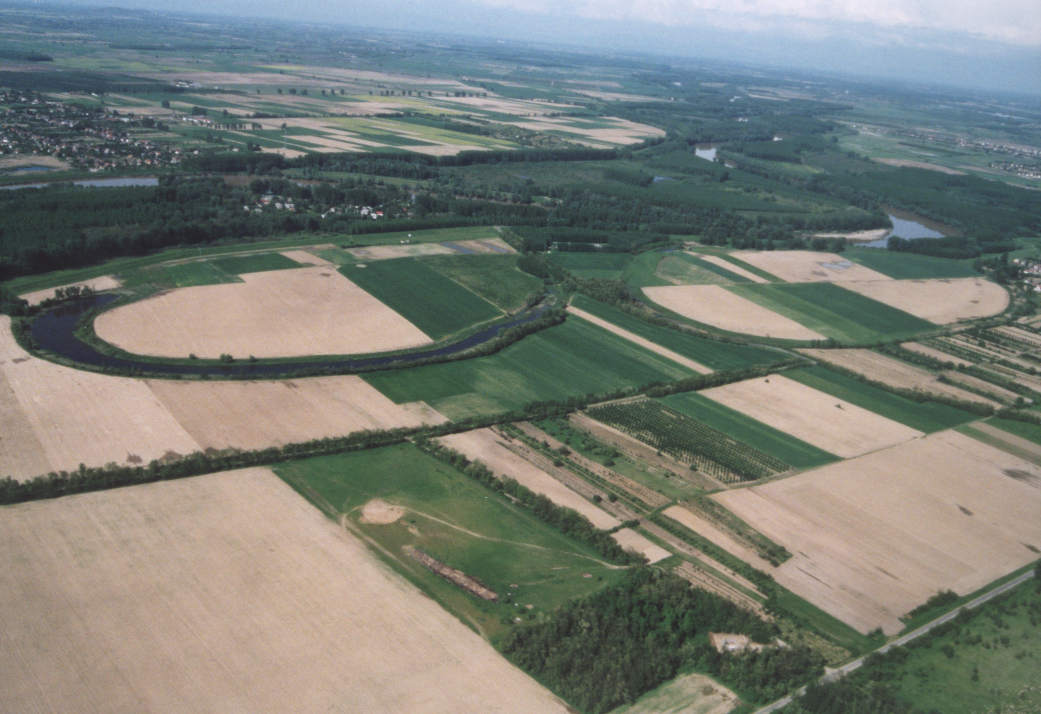
Vallée artificialisée ayant néanmoins conservé les bras morts du fleuve (Dombrád, Hongrie)
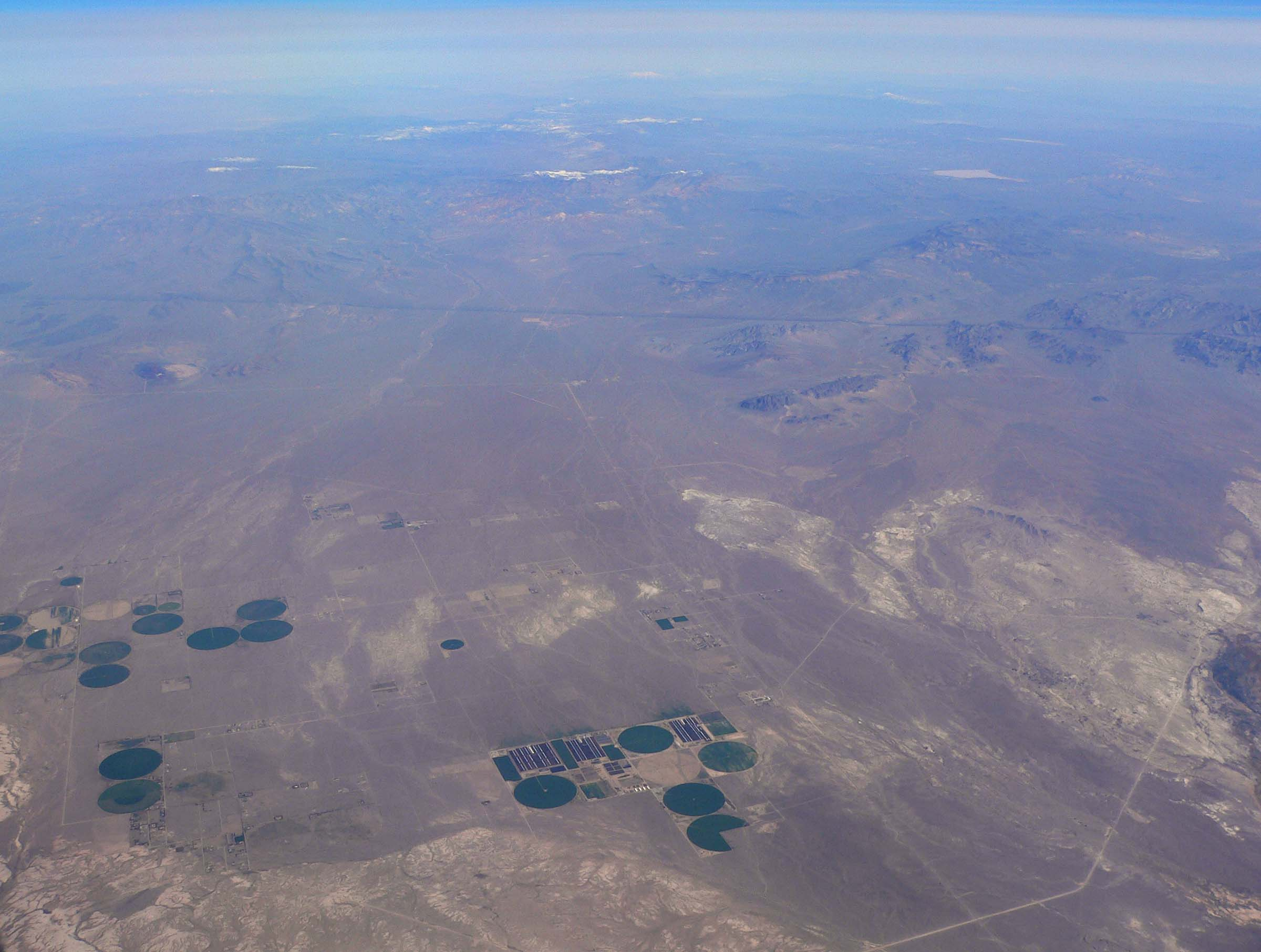
Ici ce sont les taches vertes qui sont artificielles (Désert d'Amargosa, Sud Névada, mars 2005)
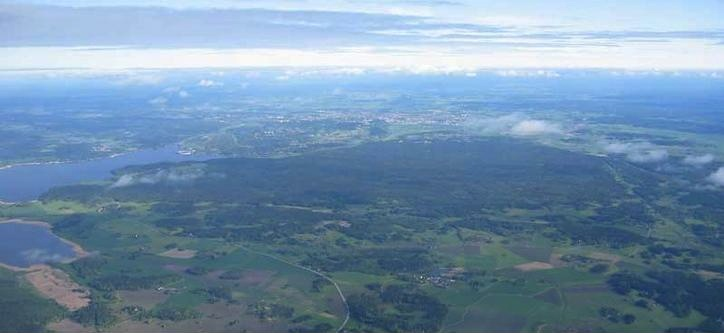
Écofragmentation forestière près d'Uppsala (Suède)
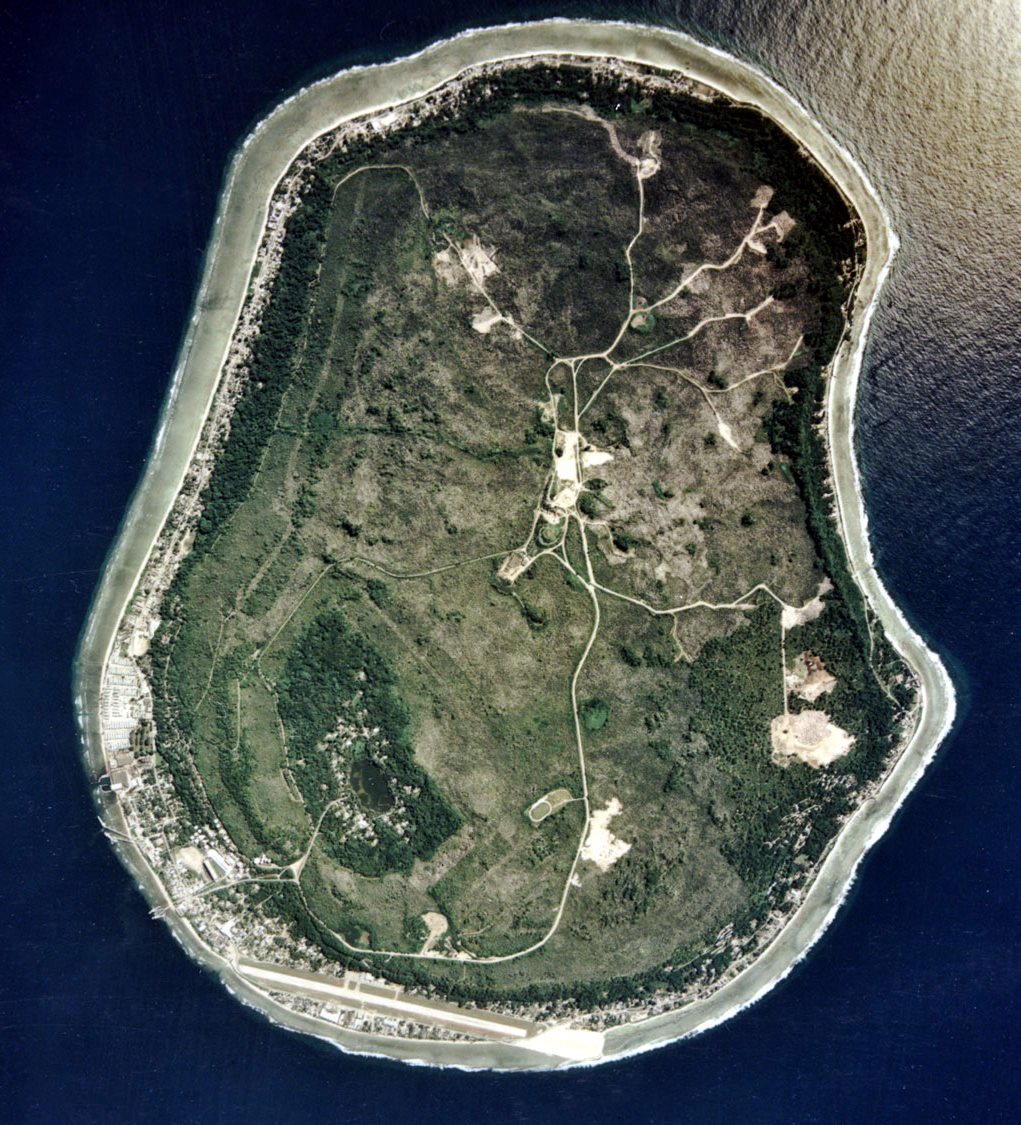
L'insularité peut exacerber les impacts d'activité anthropiques (ex : mines de phosphate, Nauru)

## Recherche appliquée
Depuis les années 1970-1980 surtout, l'écologie du paysage a développé un important volet « recherche appliquée » au travers d’actions parfois qualifiées de « Génie écologique » et via une offre d’outils (modèles, indicateurs, cartographies) qui visent par exemple à améliorer et évaluer la pertinence et l'efficacité des mesures compensatoires ou conservatoires. Ces dernières sont développées (volontairement, ou plus souvent en application d’obligations légales) pour réduire les impacts environnementaux des grands projets d'infrastructures ou de planification et d'aménagement du territoire, ou lors d'opération de réhabilitation écologique de sites ou sols dégradés.

### Lieux et champs d’application
L’écologie du paysage est une discipline jeune et en évolution. Elle s’est surtout et d’abord appliquée aux espaces terrestres, naturels, forestiers, agricoles et parfois urbains, mais elle commence à s’intéresser aux volumes océaniques où l’on découvre de complexes réseaux de corridors biologiques et où les concepts de zones-noyaux, zones tampons et corridors pourraient contribuer à une meilleure gestion et protection des ressources halieutiques qui se dégradent rapidement.
Après avoir rodé ces concepts et méthodes sur les continuums que sont les rivières, le réseau bocager, les bandes boisées ou réseaux d’arbres… ainsi que sur les barrières physiques et bien visibles telles que les canaux, routes et autoroutes, voies ferrées, clôtures, facteurs évidents de coupure du paysage, les écologues ont commencé à étudier l’effet barrière d’une mise en agriculture ou en sylviculture d’un milieu naturel, puis ils affinent leurs connaissances sur des effets barrière plus subtils tels que, par exemple, ceux créés par :
- le dérangement ;
- les changements d’odeur de l’environnement (pour certaines espèces au sens olfactif très développé, le paysage, nocturne notamment semble être d’abord un paysage d’odeur) ;
- la rupture d’un continuum thermo-hygrométrique ;
- la présence de pesticides dans l’air et dans les pluies, brumes ou rosées, etc. ;
- l'écotoxicologie ; Certains auteurs ont proposé dans les années 1990 une nouvelle discipline dite « écotoxicologie du paysage » (Landscape ecotoxicology[11],[12]).

Un autre champ nouveau d’investigation est celui qu’on peut par commodité appeler l’Environnement nocturne pour lequel la pollution lumineuse, phénomène en pleine expansion (+ 5 % par an environ), semble être un puissant facteur de fragmentation écologique.
Des éléments d’écologie du paysage commencent à être enseignés dans les écoles de paysage et dans certaines formations agronomiques ou sylvicoles.

## L’Homme et l’écologie du paysage
En associant une approche biogéographique et parfois sociale et historique à l’écologie classique, les concepts de l’écologie du paysage permettent de mieux étudier les impacts des activités humaines, lesquelles semblent devenues le facteur majeur d’évolution des paysages, au niveau planétaire.
Plusieurs études montrent que les structures écopaysagères et agropaysagères entrent en compte dans l'appréciation par les résidents de leur niveau de qualité de vie.

### Histoire
Après une longue période consacrée par les naturalistes à inventorier et classer les espèces, est apparue une approche fonctionnelle qui s’est précisée dans l’écologie, par exemple avec l’importance des relations prédateurs proies, au sein de niches écologiques ; une écologie des systèmes et des écosystèmes, très mathématique et modélisatrice intégrant les stocks, transferts et flux d’énergie aux échelles biogéographiques, avec une certaine difficulté à intégrer les impacts croissants des activités humaines, comme s’il y avait l’écologie, théorie de la nature sans l’homme et la géographie et les sciences humaines qui seraient autre chose.
Le pattern paysager est devenu un des indicateurs de suivi ou évaluation de l'Aménagement du territoire, dont aux États-Unis, en 2002, avec des indicateurs ensuite améliorés et notamment présenté dans un rapport de 108 pages en 2008.

### Critiques
À ses débuts on a reproché à l’écologie du paysage ou à certaines de ses branches :
- sa complexité, une mathématisation ou modélisation excessive.
- le manque d’argumentation de ses théories et en particulier le manque de preuves suffisantes de la réalité de la notion de corridor biologique ou de percolation écopaysagère.
- La production d’une nouvelle définition du paysage autre que celle des géographes ou paysagistes (déf. de Augustin Berque ou Alain Roger)… comme s’il y avait deux paysages différents, celui de l’écologue où le beau n’aurait rien à faire et celui de l’esthète où la valeur écopaysagère n’aurait pas de sens.
- La non prise en compte d’échelles et de standards de la géographie (de l’INSEE en France) ou des Atlas de paysages quand ils existaient…
- Une insuffisante prise en compte de l’histoire des paysages (c’est le cas de certaines études), mais par principe l’approche temporelle implique la prise en compte de la complexité non linéaire des transmissions, et jusqu’aux appropriations socio-culturelles des espaces.
- Une focalisation excessive sur les isolats et insuffisante sur la matrice…